# Fokofpolisiekar
Fokofpolisiekar ist eine südafrikanische Punkrock-Band aus Bellville in der City of Cape Town Metropolitan Municipality, die ihre Texte auf Afrikaans singt.

## Geschichte

### Entwicklung und Etablierung in den ersten Jahren
Fokofpolisiekar (deutsch etwa „Verpiss dich, Polizeiauto“) wurde im April 2003 gegründet. Noch im gleichen Jahr veröffentlichte die Band mit As Jy Met Vuur Speel Sal Jy Brand (etwa: „Wenn Du mit Feuer spielst, wirst Du brennen“) ihre erste EP und ein Jahr später mit Lugsteuring (etwa: „Atmosphärische Störung“) ihre erste CD, die im Vergleich zum Vorgänger mit einer besseren Produktion aufwarten konnte. Die Popularität der Band nahm in ihrem Heimatland, in dem Afrikaans nach dem Ende der Apartheid gegenüber Englisch erheblich an Boden verloren hat, rasch zu. Der harte und schnelle Stil und die kritischen Texte, die auf typisch südafrikanische Gegebenheiten wie die bei konservativen Buren stark verankerte Niederländisch-reformierte Kirche in Südafrika eingehen, waren ein besonderes Merkmal unter den Protagonisten des Afrikaans Rock, der zuvor zwar Namen wie Johannes Kerkorrel und Koos Kombuis kannte, die sich bereits während der Apartheidszeit kritisch geäußert hatten, die aber einem weniger harten Musikstil zuzurechnen sind. Durch ihre religionskritische Haltung und diverse Zwischenfälle erhielt Fokofpolisekar auch dank der Proteste kirchlicher Kreise eine fortlaufende Medienaufmerksamkeit und Radiopräsenz.
2005 erschien die EP Monoloog In Stereo, die sich innerhalb eines Jahres 28.000-mal verkaufte. Die Band bewegte sich hier größtenteils vom Punk weg hin zu einem ruhigeren und langsameren Stil. März 2006 spielte Fokofpolisiekar beim Coca-Cola Colab Massive Mix Festival im Green-Point-Stadion von Kapstadt, bei dem auch internationale Musiker wie Metallica und Fatboy Slim auftraten. Im gleichen Jahr folgte mit Swanesang („Schwanengesang“) ein Album, das den Punk der ersten zwei Veröffentlichungen und den ruhigeren Stil von Monoloog In Stereo zusammenführte. Es ist das bislang am aufwändigsten arrangierte Album der Band, die auf einigen Titeln von Electro Muse begleitet wird, einem ausschließlich aus Frauen bestehenden Streichquartett, das ebenfalls einer Punk-Attitüde folgt. Hatte die Band schon im Oktober 2005 in London gespielt, wo eine große Anzahl afrikaanssprachiger Südafrikaner lebt, machte sie im November 2006 im Zuge der Veröffentlichung von Swanesang eine Tour, die sie diesmal neben London auch in die Niederlande und nach Flandern führte, wo Afrikaans aufgrund seiner Ähnlichkeit zum Niederländischen verstanden werden kann. Wie die Band auf ihrem Tourtagebuch aufführte, mussten sie aufgrund ihrer geringen Bekanntheit in den Niederlanden und Flandern dort teilweise vor wenigen Zuschauern spielen, obwohl die niederländische Tageszeitung de Volkskrant die Band ausführlich in ihrem Blog porträtiert hatte.

### Gründung der Nebenprojekte und zwischenzeitliche Rückkehr
2007 lag Fokofpolisiekar größtenteils auf Eis, die Mitglieder widmeten sich Soloprojekten. Van Coke und Myburgh gründeten zusammen mit Justin Kruger am Schlagzeug Van Coke Kartel und brachten November 2007 ihr selbstbetiteltes Debütalbum heraus, das im Gegensatz zum aufwändig produzierten und arrangierten Fokofpolisiekar-Album Swanesang absichtlich gradliniger ausfiel. Hunter Kennedy und Jaco Venter gründeten ihrerseits zusammen mit den Musikern Laudo Liebenberg und Hennie van Halen aKing, deren englischsprachiges Debütalbum Dutch Courage im Februar 2008 erschien. De Ridder wandte sich Auftragskompositionen und -produktionen zu und unterhält zusammen mit anderen Personen aus dem Musikgeschäft die Produktionsfirma „Soft Light City“.
2008 erschien mit Antibiotika erneut eine EP, mit der stilistisch wieder an die früheren Punkrock-Zeiten angeknüpft wurde. Sie enthält eine zusätzliche DVD mit Videos der Band. Anschließend widmeten sich die Bandmitglieder wieder ihren eigenen Projekten, aKing und Van Coke Kartel veröffentlichten Nachfolger zu ihren jeweiligen Debüts (aKing 2009 und 2011, Van Coke Kartel 2008, 2010 und 2011). Diese bedeuteten keine Stilllegung von Fokofpolisiekar, die weiterhin live auftraten.
Nach vier Jahren ohne neue Veröffentlichung meldete sich Fokofpolisiekar 2012 auf dem Album Van Fok King Tasties zurück, dies ist, wie der Name bereits erkennen lässt, eine gemeinsame Veröffentlichung (Split) von Fokofpolisiekar und den Bands, die daraus hervorgegangen sind, also aKing, Van Coke Kartel und Die Heuwels Fantasties. Jede dieser Bands spielte drei Titel für das Album ein, zwei davon sind akustische Versionen bereits veröffentlichter Songs, der dritte dagegen eine Neukomposition.
Im folgenden Jahr erschien mit Forgive Them For They Suck K*k eine erste Live-DVD.

### Erste LP mit vollständig neuem Material seit 11 Jahren
2017 erschien mit Selfmedikasie die erste LP mit ausschließlich neuem Material seit der Veröffentlichung von Swanesang im Jahr 2006. Mit Droom Hoog folgte 2018 wieder eine EP.

## Diskografie
- 2003: As Jy Met Vuur Speel Sal Jy Brand (EP)
- 2004: Lugsteuring
- 2005: Monoloog In Stereo (EP)
- 2006: Swanesang
- 2008: Antibiotika (EP und DVD)
- 2009: Forgive Them For They Know Not What They Do (Kompilation / Best of)
- 2012: Van Fok King Tasties (Split zusammen mit aKing, Van Coke Kartel und Die Heuwels Fantasties)
- 2012: Fokofpolisiekar 10 Year Anniversary (Kompilation, CD und DVD)
- 2013: Forgive Them For They Suck K*k (Live-DVD)
- 2017: Selfmedikasie
- 2018: Droom Hoog (EP)
- 2021: The Sound of Fokof Unplugged (Live)